# Hazelton (Idaho)
Hazelton es una ciudad ubicada en el condado de Jerome en el estado estadounidense de Idaho. En el año 2010 tenía una población de 753 habitantes y una densidad poblacional de 941,25 personas por km².

## Geografía
Hazelton se encuentra ubicado en las coordenadas 43°18′20″N 112°11′2″O / 43.30556, -112.18389. Según la Oficina del Censo, la localidad tiene un área total de 0,8 km² (0,3 mi²), de la cual 0,8 km² (0,3 mi²) es tierra y 0 km² (0 mi²) (0.0%) es agua.

## Demografía
En el 2000 la renta per cápita promedia del hogar era de $22,596, y el ingreso promedio para una familia era de $30,000. En 2000 los hombres tenían un ingreso per cápita de $30,132 contra $18,125 para las mujeres. El ingreso per cápita para la localidad era de $10,215. Alrededor del 29.5% de la población estaba bajo el umbral de pobreza nacional.